# Canadian Arrow

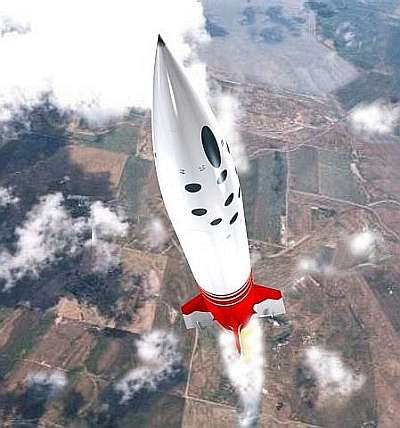
Canadian Arrow

Der Canadian Arrow (deutsch: Kanadischer Pfeil) war ein Raketenprojekt zur privaten bemannten Raumfahrt des Kanadiers Geoff Sheerin in London, Ontario, Kanada. Das Projekt nahm am Wettbewerb um den X-Prize teil. Die zweistufige Rakete basierte auf der deutschen A4 und wurde ausgehend von den Originalbauplänen weiterentwickelt. Sie sollte drei Astronauten in den Weltraum befördern.

## Technik
Die erste Stufe sollte wiederverwendbar sein und wird bei ihrer Trennung von vier Fallschirmen abgebremst werden, bevor sie im Meer landet. Die zweite Stufe hätte die drei Raumfahrer beherbergt. Sie war gleichzeitig als Sicherheitssystem bei einem Fehlstart oder bei Flugproblemen während des Aufstiegs ausgelegt. So hätte sie vorzeitig gezündet werden und die Astronauten durch sich seitlich öffnende Luken das Gefährt verlassen können. Bei einem normalen Flugverlauf wäre die zweite Stufe nach dem Brennschluss der ersten Stufe und deren Abwurf gezündet worden. Das Triebwerk wurde mit Alkohol sowie flüssigem Sauerstoff betrieben und sollte kurz nach der Zündung eine Schubkraft von 75,5 kN erreichen. Die Schubkraft wäre nach längerer Brenndauer automatisch auf maximal 254 kN erhöht worden. Die Rakete war etwa 16,5 Meter lang. Sie sollte eine Flughöhe von rund 100 Kilometern erreichen. Die Landung wäre mittels drei Fallschirmen im Wasser erfolgt.

## Start- und Landeplätze
Als Startplätze kamen die Churchill Rocket Research Range in Nordmanitoba, Kanada und die Wallops Flight Facility auf Wallops Island in den USA in Frage.